# Сочи-2
«Сочи»-2 — российский футбольный клуб из города Сочи. Фарм-клуб команды «Сочи».

## История
14 января 2025 года ФК «Сочи» начал процедуру аттестации второй команды.
22 марта 2025 года «Сочи-2» сыграли свой первый официальный матч в истории против «Динамо-2 Махачкала».

## Статистика выступлений в чемпионатах России
| Сезон | Дивизион | Место | И  | В | Н | П | М     | О  | Бомбардир               | Тренер         |
| ----- | -------- | ----- | -- | - | - | - | ----- | -- | ----------------------- | -------------- |
| 2025  | 4        | 7     | 19 | 7 | 6 | 6 | 26-22 | 27 | Денис Рубанов — 6 голов | Кирилл Гашичев |